# Сопов, Евгений Иванович
Евге́ний Ива́нович Со́пов (26 декабря 1909, Кушва — 26 августа 1989, Свердловск) — советский конькобежец, тренер по конькобежному спорту, спортивный организатор. Как спортсмен выступал на всесоюзном уровне в 1930-х и 1940-х годах, серебряный и бронзовый призёр чемпионатов СССР, заслуженный мастер спорта — на соревнованиях представлял спортивное общество «Динамо» и Свердловскую область.
Подготовил многих известных спортсменов, его воспитанницами были чемпионки мира Л. Селихова, Р. Жукова, С. Кондакова, является заслуженным тренером СССР. Директор ДЮСШ № 9 «Юность», судья всесоюзной категории. Награжден нагрудным знаком «Отличник физической культуры» (1948).
Участник Великой Отечественной войны.

## Биография
Родился 26 декабря 1909 года в городе Кушва Екатеринбургского уезда Пермской губернии. С 15 лет увлекался спортом, играл в футбол и русский хоккей. Активно заниматься коньками начал в Надеждинске, выступал на одних соревнованиях с его другом и ровесником, знаменитым Анатолием Серовым, в честь которого впоследствии переименовали город. В 1932 году переехал на постоянное жительство в Свердловск и присоединился к физкультурно-спортивному обществу «Динамо».
Первого серьёзного успеха на всесоюзном уровне добился в сезоне 1934 года, когда на самодельных коньках одержал победу на чемпионате СССР в беге на 100 метров, а также установил рекорд страны в этой дисциплине. Год спустя начал выступать в классическом многоборье, победил на чемпионате Свердловской области, установив рекорд области в многоборье. В 1936 году выполнил норматив мастера спорта в простых коньках, чуть позже получил звание мастера в беговых коньках.
Одновременно со спортивной карьерой осуществлял тренерскую деятельность, так, уже в 1939 году один из его учеников Юрий Иванов выиграл всесоюзное первенство среди юниоров. В 1940 году на чемпионате СССР в Москве Сопов завоевал награду серебряного достоинства в беге на 1500 метров и бронзового достоинства в общей сумме классического многоборья, уступив здесь только Ивану Андрееву и Николаю Петрову.
Во время Великой Отечественной войны находился в распоряжении 22-й гвардейской Кёнигсбергской Краснознамённой армии, участвовал в обороне Москвы, советско-японском противостоянии, поднялся в звании от рядового до техника-лейтенанта, был ранен. Награждён орденом Отечественной войны, имеет в послужном списке четыре боевые медали, в том числе медаль «За отвагу» (26.11.1981).
По окончании войны вернулся в спорт, работал тренером по конькобежному спорту в команде областного совета ФСО «Динамо», при этом сам регулярно принимал участие в соревнованиях, в частности в 1947 году уже в возрасте 37 лет занял седьмое место в беговых коньках на чемпионате СССР в Горьком. За выдающиеся спортивные достижения удостоен почётного звания «Заслуженный мастер спорта СССР».
Более двадцати лет проработал тренером в сборной СССР, в качестве старшего тренера советской олимпийской сборной по конькобежному спорту побывал на зимних Олимпийских играх в Кортина д’Ампеццо и Инсбруке. За долгие годы тренерской деятельности подготовил многих талантливых спортсменов, в том числе его воспитанницами были многократные чемпионки мира Лидия Селихова, Римма Жукова, Софья Кондакова. За многолетнюю педагогическую деятельность в области физической культуры и спорта и подготовку высококвалифицированных спортсменов в 1956 году одним из первых 53 тренеров получил звание заслуженного тренера СССР.
В 1966 году в течение некоторого времени Евгений Сопов работал по приглашению в сборной ГДР, занимался подготовкой, помимо прочих, восточногерманской конькобежки Рут Шляйермахер, которая впоследствии стала чемпионкой мира. Начиная с 1967 года развивал детский спорт в Свердловске, возглавлял конькобежную школу «Юный динамовец», позже занимал должность директора Детско-юношеской спортивной школы № 9 спортивного комбината «Юность» — находился на этой должности в течение семнадцати лет. Принимал участие в соревнованиях по конькобежному спорту в качестве судьи всесоюзной категории.
Умер 26 августа 1989 года. Похоронен на Широкореченском кладбище, участок № 2.
В 2010 году состоялось открытое первенство СДЮСШОР «Юность» по конькобежному спорту, посвященное 100-летию памяти Евгения Ивановича Сопова.

## Награды
- орден Трудового Красного Знамени (27.04.1957) — «за успехи, достигнутые в деле развития массового физкультурного движения в стране, повышения мастерства советских спортсменов, и успешное выступление на международных соревнованиях»